# 通達
通達（つうたつ）とは、行政機関において作成・発出される文書形態の一である。判例では「上級行政機関が関係下級行政機関および職員に対してその職務権限の行使を指揮し、職務に関して命令するために発するもの」と定義されているものの、実際には民間企業・団体に対して発出されることもある。
戦前は「通牒」と呼ばれたが、戦後の公用文改革により当用漢字を用いた名称として「通達」に変更された。
外国の例では、アメリカ合衆国議会が政府部局に対して法の立法意義や運用方法を示達したり、アメリカ政府内での法解釈の示達を行われるために使用されるen:Dear Colleague letterは、日本の通達に近い。（通達の宛先が「関係者各位」（Dear Colleague）となるのが定型であるためかく呼ばれる。）

## 通達と通知
法的な指揮監督権がない相手方への示達は慣例的に「通知」と呼ぶ（文部省『公文書の書式と文例』（1959年11月発行）では、「法令その他の権限に基づいて発する文書」が通達で、「通達以外のもので、一定の事実、処分、意思を伝達する文書」が通知としている。）。2000年の地方分権化一括法により、国の機関委任事務に関する地方への指揮監督権がなくなり、国から地方公共団体への示達文書は通知となった。
しかし日本において、通達は指揮監督というよりもパターナリズム的な主従関係により発せられ、法的命令権限の有無にかかわらず受翰者は発簡者の意を忖度して自主的に服従するのが当然であり、実務的な拘束力に差異がないため、本項においては通達と通知を区別しない。

## 形式
通達は、法令告示や訓令内規と異なり、特定の相手方への信書の形式を取っているのが特徴である。そのため、「文書番号」「発簡日」「宛先」「発簡者」「題名」の５要素が冒頭に表示されるのが通例であり、通達を引用する際には、これらの要素を組み合わせて個別の通達を識別する。
以下、それぞれの要素の概要を示す。

### 文書番号
各官公署で文書管理のために付番された識別子であり、通し番号の他に発簡者の部署を示す略称などが付される。（例えば厚生労働省労働基準局発簡であれば「基発」、国土交通省住宅局建築指導課発簡であれば「国住指」など）また、軽微な通達の場合は、文書番号に代えて「事務連絡」と表記する慣習がある。
後述の連名通達の場合、連名の各部署で個別に付番を行うため、一つの通達に複数の文書番号がずらずらと並ぶという珍妙な文書となる。

### 発簡者
国の本省・本庁が発出する通達の場合、課長級以上が発簡者となるのが慣例であるが、ごく軽微な通達については、室長級が発簡者となることもある。上位者が発簡者となることは通達の威信を高めるが、一方で些末な事項について上位者が示達することは役職の威信を損ねるため、発簡者の役職は通達の軽重や内容により個別に設定される。
また「依命通達」という形式がある。これは、上位者の命令を受けて補佐官・書記官などの下位者が具体的事項を通達する形式であり、事務的事項を記載しつつも通達に威信を持たせることができる。防衛庁（現・防衛省）においては、命令者と発簡者を両方を表記している場合があるが、他機関では発簡者のみが表記されるため、命令者が誰であるかは、通達の内容や状況を忖度して推定される。
また、複数の機関に関係する通達については、発簡者が複数機関の役職者となることがあり、これを「連名通達」と称する。この場合、対等の役職者の連名とするのが通例であり、各発簡者が同等の連帯責任を負う日本的な形式となる。

### 宛先
通達は上意下達を目的とする文書であるため、宛先は必ず発簡者と対等か下位の者である。
対等の通知は、特定の部局が組織管理に関わる事項を機関全体に示達したい場合や、政府全体の行政執行に係る件を、所管省庁から全省庁に示達する場合などがある。
省庁内部での通達は、本省・本庁から各出先機関宛てに発出されるものが大半である。（「国税庁本庁部局から各地方国税局宛」「財務省本省部局から各地方財務局宛」「郵政省本省部局から各地方郵政局宛」など）これは、多数の出先機関への周知を行う必要がある事情の他、本省・本庁から地理的に隔絶した出先機関は直接監督することが困難であり、信書の送付により示達するほかなかった旧慣にもよる。また、序列階層を重んじる官公庁の慣例として、直下の機関に通達の上、さらに下位の機関への通達を命じることもある。
上記と同様に国から地方公共団体への通達は、必ず都道府県や政令市に向けて行われることが通例である。国が市区町村に直接示達するのは国の威信を損ねるため、市区町村の事務に関するものであっても、必ず都道府県からリレー式に市区町村に通知されなければならない。
また、行政機関から業界団体宛に通達が行われることもある。これは、国家総動員法が廃止された後の戦後日本においても産業組合主義（en:Guild socialism）が強い影響を持ち、各業界は個別事業者を統率する業界団体により自治的に管理されるべきであり、国の産業統制は業界団体を通して間接的に行われるべきであるとの考えに基づく。

### 添付資料
示達内容は通達本文に示されるのが通例であるが、「別紙」「別添」として別葉の添付資料が付されることもある。添付資料は、様式、法令の抜粋、通達の検討過程など参考資料であることが多いが、時には通達の主要部分そのものが添付資料となることがある。
通達を恒久的な基準としたい場合、示達内容を例規名を付した独立文書とする慣習がある。文書には「審査要綱」「運用指針」「取扱基準」「処理規程」「適用ガイドライン」などの雑多な例規名が付けられる。なお、警察組織においては、この形式の通達を特に「例規通達」と呼ぶ。
また、通達本文で添付資料を遵守するよう命じた上で、会議資料や申し合わせ、報告書など添付することで、本来拘束力を持っていない内部文書を行政規則に変えてしまうことができる。例えば、昭和55年11月4日文部省管理局長通知「資金収支内訳表等の部門別計上及び配分について（通知）」では、「学校法人財務基準調査研究会」なる任意団体の作成した報告書を添付した上で、通達本文で報告書の趣旨に基づき処理するよう命じることで、報告書をそのまま行政機関の命令に変えている。
また別の場合として、公示制度がない法令外文書について公表する手続きとして通達が用いられる。例えば、地域における大学の振興及び若者の雇用機会の創出による若者の修学及び就業の促進に関する法律第4条により内閣総理大臣が定めた基本指針は、平成30年6月1日内閣官房まち・ひと・しごと創生本部事務局地方創生総括官・内閣府地方創生推進事務局長・文部科学省高等教育局長連名通知「地域における大学の振興及び若者の雇用機会の創出による若者の修学及び就業の促進に関する法律の施行等について（通知）」により関係団体に示達され、国民に周知するよう命じることにより公表された。

## 内容
通達も含めた行政規則について塩野宏は
1. 事務組織及び事務配分の定めなどの組織に関する定め
2. 公務員、国公立学校の学生・生徒に関する定めなどの特別の関係を持つ者に関する定め
3. 拠るべき解釈や裁量に関する基準を示すなど各行政機関を名宛人とする、各行政機関の行動の基準に関する定め
4. 補助金を交付する際に制定される交付規則とか交付要綱
5. いわゆる建築指導要綱など行政の相手方に対する行政指導の基準を文言的に定めたもの

に5分する。1、2については組織管理のための内規に属するものであり、本項において触れないが、他について以下の通り概説する。

### 行動の基準に関する定め
通達として最も一般的に発翰されるものであり、実質的な行政立法として機能してきたものである。具体的な内容・分類は、種々の学説あって一定しないが（そもそも発翰する行政機関自体が明確な分類観念を持っていないことが、この問題をややこしくしている。）、本項においては便宜的に、法令の解釈や適用の基準を示した「解釈通達」」、法令の規定を適用する際の取扱の基準である「取扱通達」、行政における執行手続きを定めた「執行通達」に3分する。
例えば「高齢者に給付金を与える。」という法令が仮にあったとすると、「高齢者とは65歳以上の者である。」という法解釈の考え方を示すのが解釈通達であり、「給付金の申請手続きの際は住民票を提出させろ。」という具体的な運用の手順・基準を示すのが取扱通達であり、「今年度中に給付金の支給を終えろ。」という法執行の方針・内容を指示するのが執行通達である。
解釈通達のさらに具体的な内容としては、法令の不確定概念を明確にする「補充通達」、解釈を統一を図るために確認的に解釈を示す「留意通達」、法令の定める要件よりも緩い要件を定める「緩和通達」がある。
補充通達は実務の便宜上、特定の法令事務に関しての解釈を網羅した包括的な通達が発出されることも多い。税務部局においては「基本通達」という名称が用いられる。労働基準法の分野では、昭和時代の内簡で示された個別解釈を集成して1個の通達とした「労働基準法解釈例規」という包括的通達がある。また、個別の法令について「××法令の施行について」「××法令の運用について」といった包括的通達が発せられることがある。
留意通達は、他法令との関係による解釈、発翰者の見解と相違する運用が行われる可能性がある事項についての注意喚起などがある。
緩和通達は「目こぼし通達」とも呼ばれ、通達行政に関わる問題としてしばしば議論となる。例えば昭和45年7月1日国税庁長官通達「所得税基本通達の制定について」36-30は、労働者が永年勤続表彰として会社から受け取った記念品には所得税が課税されないことを定めているが、単に「税務署の恣意によって」課税しなくてもよいとしているものである。このような緩和規定が存在するのは、法令を完全に遺漏なく執行することは困難であるため、限られた行政資源の運用の中で積極的に法を執行するに値しない事項については、最初から執行しないとの統一方針を定めておいた方がよいとの考え方による。しかし、非課税の範囲は本来所得税法第9条に規定されているもので、非課税所得の範囲を拡大するには、立法府の議を経て法の改正によるべきものである。行政機関内だけで作成された文書により法の規定を超えて非課税の範囲が拡大することは、立法府の定めた法令が行政府により勝手に改正されたのと実質的に同様の効果が生じる。
執行通達は、執行の方針を定めたもの、個別の事項の執行を命じたもののほか、既存法令が十分に遵守されていないとみなされた場合に遵守徹底を命じる「お説教」通達の場合もある。

### 補助金の交付規則・要綱
民間事業者に補助金を交付する基準を定めた交付要綱については、基本的に行政機関の内規として定められる。しかし、日本の補助金には補助金適正化法第2条第4項にも規定する「間接補助」（「トンネル補助」とも俗称される。）と呼ばれる珍奇な制度があり、本来上級官庁の財源で民間事業者に交付する補助金をいったん下級官庁に交付し、下級官庁から民間事業者に交付する迂遠な形式により補助を行う。この場合、実務執行者である下級官庁の事務に遺漏がないよう、上級官庁の補助要綱を通達の形で下級官庁に向けて示達する。行政が公費により民間団体に行わせる公益事業は、しばしば法令で運営基準を定めず補助基準の形で事業者を統制するため、補助金通達は実質的に行政立法となる。
例えば、障害福祉サービスを行う事業所は法令に定められた運営基準を遵守しなければならないが、障害者の外出支援（移動支援事業）を行う場合の基準は、法令ではなく国の補助金通達のみに定められている。しかし、これらを一体的に行う事業所にとっても、指導を行う行政部局にとっても、どちらが法令でありどちらが通達に基づく基準かが意識されることはなく、法的拘束力に差異も生じない。

### 行政指導の基準を文言的に定めたもの
行政手続法第36条に規定する行政指導指針にあたるものであり、基本的には指導の方式やチェック項目など事務的事項を定めたものであるが、これ自体が法令の解釈を規定したり、新たな基準を創造したりすることもある。例えば、医療法人の行政指導項目は平成2年3月1日厚生省健康政策局長通知「病院又は老人保健施設等を開設する医療法人の運営管理指導要綱の制定について」に定められているが、要綱Ⅲ-2-8にある医療法人の遊休不動産は売却しなければならず、原則賃貸運用は認められないとする規定は法令にはなく、行政指導指針において新たな基準として規定されているものである。

## 法的位置付け
通達の法的位置付けは、発簡者や宛先などによりいくつかに分かれる。

### 行政機関内部の通達
国が下部機関へ発する通達は、内閣府であれば内閣府設置法第7条第6項、それ以外の省庁であれば国家行政組織法第14条第2項に規定する省庁の長が所管機関・職員に対して発する訓令通達に当たる。地方公共団体が下部機関へ発する通達も同様に地方自治法第154条に規定する職員への指揮監督権限に基づくものである。（通達自体の発翰者が局長や課長であっても、行政機関の長から委任された職権を基づくものである。）

### 下級官庁への通達
国から地方公共団体への通達は、1999年以前は地方分権化一括法による改正前の地方自治法第150条に基づく機関委任事務に関する指揮命令に当たるものであった。2000年4月1日より施行された地方分権一括法により機関委任事務が廃止されたことで、地方公共団体に対する指揮監督権の行使としての通達という概念はなくなった。また一連の地方分権改革においては、国と地方公共団体の関係を上下・主従の関係から対等・協力の関係に転換することが目的とされ、通達という名称についてもこの趣旨に則り廃止された。
これに伴い、それまで指揮監督権に基づき拘束力のあるものとして発出されていた通達のうち、法定受託事務に係る処理基準として、引き続き拘束力を有する必要があるものは、地方自治法第245条の9に基づく処理基準であることを明示して存続することとし、かつその内容も目的を達成するために必要最小限のものでなければならないとされている。また従来から技術的な助言又は勧告として出されていた通達については、法的拘束力のない参考文書として位置付けられるが、時代にそぐわないものも多い。その内容の整理が行われ名称も通知等と改められた。
ただし、これ以後も国の通知は無条件に遵守されるべきとの認識に変化はなく、時にトラブルを生じることがあった。例えば2018年に起こった「ふるさと納税高額返礼品騒動」は通達をめぐる珍騒動である。これは、技術的助言として発出された平成30年4月1日総務大臣通知「ふるさと納税に係る返礼品の送付等について」に対して一部の地方公共団体が従わなかったため、下級官庁の反逆に激怒した総務省が様々な恫喝や懲罰を行った末に、自治事務である住民税の寄付金控除について総務省の許可制に制度改正されたものである。
また、これとは別に個別法により国や都道府県が下級官庁に指導権限が付与されていることがある。例えば市区町村の消防署が行う危険物の規制に関する事務は自治事務であり、国は技術的助言を行うのみであるが、消防組織法第37条に消防庁長官の指導権限が付与されているため、必要があれば危険物の規制を含めた消防業務に関して指導することができる。

### 民間団体への通達
行政機関から民間団体に直接通達が行われることもある。これは、特に認可法人は行政機関との強い支配関係にあることから、示達形式の通達と同様の体裁が用いられるものであるが、法的には行政手続法第2条第6号の行政指導に該当するものである。

### 法的効力のない通達
上記のほか、明確な法的根拠がなく発出される通達も多くある。これらはしばしば「依頼」「周知」という形式で発出されたりもするが、実際には行政機関同士の「以心伝心」「阿吽の呼吸」により、通達の趣旨どおりに遂行されることが求められるものである。
このような通達行政は、円滑な行政運営に寄与する場合もあるが、責任の所在が分からない（上級官庁は「周知しただけで指示したわけでない。」、下級官庁は「上の意向があったため従った。」）極めて日本的な意思決定プロセスを生むこととなっている。

## 一般への公開
法律・政省令や告示などとは異なり、行政機関内部の文書であることから、官報で公表されることはない。ただし主要なものは行政系の出版社が発行する参考図書や業界専門誌に掲載され、一般に流通することもあった。21世紀では、各省庁が設置するウェブサイトなどに掲載されることもある。また通常は外部に公開されることのない通達であっても、一部は情報公開請求により閲覧することが可能である。

## 司法との関係
通達はあくまでも行政機関内部における指揮監督関係に基づき、下級機関に対する命令としての効果を持ちうるに過ぎないため、そこで示される法令の解釈は司法の判断を拘束しない。また通達そのものについては行政事件訴訟法にいう「処分性」がなく、通達の取消しを訴訟で求めても実体判断がなされず、却下決定（いわゆる門前払い）がなされる。
なお、その通達に基づいて行政処分がなされたならば、当該処分の違法を理由としてその取消しを求めることはできる。

## 通達と国家賠償
通達が法令の解釈を誤っていることを理由として国家賠償を求めることができるかが裁判上で争われることが多い。
この点について一般的には「ある事項に関する法律解釈につき異なる見解が対立し、実務上の取扱いも分かれていて、そのいずれについても相当の根拠が認められる場合に、公務員がその一方の見解を正当と解しこれに立脚して公務を遂行したときは、後にその執行が違法と判断されたからといって、直ちに上記公務員に過失があったものとすることは相当ではない」と解されている。
また最近の判例では、「上告人（編者注: 国）の担当者の発出した通達の定めが法の解釈を誤る違法なものであったとしても、そのことから直ちに同通達を発出し、これに従った取扱いを継続した上告人の担当者の行為に国家賠償法1条1項にいう違法があったと評価されることにはならず、上告人の担当者が職務上通常尽くすべき注意義務を尽くすことなく漫然と上記行為をしたと認められるような事情がある場合に限り、上記の評価がされることになる」とし、結論として国に損害賠償を認めたものがある。

## 通達行政
日本の行政において通達はきわめて広範かつ大量に発出されることから、行政実務上通達の果たす役割は大きい。また、通達は行政機関内部における指針に過ぎないとはいえ、行政機関がこれに沿って事務を行うことで、事実上新たに義務を課したり、規制を設けたのと同様な結果を招来することも少なくない。このような状況を指して批判的に「通達行政」と呼ぶことがある。

## 日本における通達
日本の行政機関における通達（および通知）のうちWikipediaに個別の記事があるものを列挙する。
- 公用文作成の要領（1952年（昭和27年）4月4日 内閣官房長官依命通知 内閣閣甲第16号「公用文改善の趣旨徹底について」別紙[17]）[注 20]
- 道路交通法の一部改正とこれに伴う交通指導取締り等の適正化と合理化の推進について（1967年（昭和42年）8月1日 警察庁次長通達 警察庁乙交発第7号、通称「42・8・1通達」）
- 高等学校における政治的教養と政治的活動について（1969年（昭和44年）10月31日 文部省初等中等教育局長通知 文初高第483号）
- 底質暫定除去基準（1975年（昭和50年）10月28日 環境庁水質保全局長通達 環水管第119号[18]）
- 不動産登記事務取扱手続準則（本文）（1977年（昭和52年）9月3日 法務省民事局長通達 民三第4473号、2005年（平成17年）2月25日 法務省民事局長通達 民二第456号）
- 医薬品等適正広告基準（1980年（昭和55年）10月9日 厚生省薬務局長通知 厚生省薬発第1339号）
- 「懸垂物安全指針」について（1989年（平成元年）5月16日 建設省住宅局建築指導課長通知 建設省住指発第158号[19]）
- 証券会社の営業姿勢の適正化及び証券事故の未然防止について（1989年（平成元年）12月26日 大蔵省証券局長通達 大蔵省蔵証2150号、通称「角谷通達」）
- 氏又は名の記載に用いる文字の取り扱いに関する通達等の整理について（1990年（平成2年）10月20日 法務省民事局長通達 民二第5200号、通称「5200号通達」）
- 高等学校等における政治的教養の教育と高等学校等の生徒による政治的活動等について（通知）（2015年（平成27年）10月29日 文部科学省初等中等教育局長通知 27文科初第933号）
- 不動産鑑定評価基準（2002年（平成14年）7月3日 国土交通事務次官通知 国土地第83号の3 「不動産鑑定評価基準の改正について」別添1）
- 鉄道駅バリアフリー料金制度（令和3年12月28日 国土交通省鉄道局 鉄道局長通達 国鉄都第111号）